# Krzczeń
Krzczeń este un sat din gmina Ludwin, județul Łęczna, voievodatul Lublin, Polonia. Se află la aproximativ 6 kilometri (4 mi) la nord de Ludwin, 10 km (6 mi) la nord de Łęczna, și 29 km (18 mi) la nord-est de capitala regională Lublin.